# Agonum canadense
Agonum canadense är en skalbaggsart som beskrevs av Henri Goulet. Agonum canadense ingår i släktet Agonum och familjen jordlöpare. Inga underarter finns listade i Catalogue of Life.